# Clint Dempsey
Clinton „Clint“ Drew Dempsey (* 9. května 1983) je bývalý americký fotbalový útočník nebo záložník.

## Klubová kariéra
Dempsey začal s profesionální kariérou v roce 2004 v týmu New England Revolution. O tři roky později odešel do anglického Fulhamu FC, kde je jeden z nejlepších hráčů. Dempsey se nejvíce proslavil v Evropské lize v sezoně 2009/10, kdy v osmifinále zařídil Fulhamu postup přes Juventus Turín, když skóroval na 4-1 nechytatelným lobem k pravé tyčce. Později tento gól byl oceněn nejhezčím gólem Fulhamu za sezonu 2009/10.
Další sezona ve Fulhamu byla také úspěšná, protože Dempsey vstřelil 12 ligových gólů, čímž se nejen stal nejlepším střelcem klubu, ale také prvním americkým hráčem v Premier League, kterému se podařilo dát alespoň 10 gólů za sezonu. Na konci sezony byl podruhé v kariéře vyhlášen jako nejlepší fotbalista USA.
V sezoně 2011/12 Dempsey jen potvrdil, jak je pro Fulham důležitý. Vstřelil mnoho důležitých gólů a v lednu 2012 dokonce zaznamenal v zápase FA Cupu proti Charltonu hattrick, který vstřelil poprvé v kariéře. O dva týdny později zaznamenal hattrick znovu, v zápase Premier League proti Newcastlu, kterému Fulham nadělil debakl 5-2.
V odvetném zápase čtvrtfinále Evropské ligy 2012/13 11. dubna 2013 proti švýcarskému klubu FC Basilej vstřelil dva góly, zápas dospěl po výsledku 2:2 do penaltového rozstřelu (i první utkání totiž skončilo stejným výsledkem), v něm byla úspěšnější Basilej v poměru 4:1. Tottenham ze soutěže vypadl.
Po sezoně Dempsey nečekaně opustil ostrovy a za 9 milionů liber přestoupil do amerického Seattlu, ve kterém si opět zvolil, že bude oblékat číslo 2. V mezisezonní přestávce, na začátku roku 2014, se rozhodl, že se vrátí do Fulhamu na krátké hostování, aby klubu pomohl ke klidnějšímu středu tabulky. Po návratu poprvé nastoupil v zápase FA Cupu 4.1.2014 proti Norwichi, zápas skončil nerozhodně 1-1.

## Reprezentační kariéra
I v americké reprezentaci je Dempsey jedním z tahounů týmu. Za národní tým se zatím účastnil dvou mistrovství světa – 2006 v Německu a 2010 v JAR. V prvním jmenovaném skóroval jednou proti Ghaně, jeho gól ale na postup nestačil. V roce 2010 zařídil USA bod proti Anglii po velké chybě brankáře Roberta Greena. Potom dal i další gól proti Alžírsku, ale přestože byl naprosto regulérní, nebyl uznán.
V roce 2011 Dempsey výrazně pomohl národnímu týmu na Zlatém Poháru, kdy vstřelil góly postupně Kanadě, Jamaice a Panamě. Spojené státy nakonec prohrály ve finále s Mexikem 4-2.

## Klubové statistiky
| Tým               | Sezóna  | Liga | Liga | Poháry | Poháry | Evr. poháry | Evr. poháry | Celkem | Celkem |
| Tým               | Sezóna  | Záp. | Góly | Záp.   | Góly   | Záp.        | Góly        | Záp.   | Góly   |
| ----------------- | ------- | ---- | ---- | ------ | ------ | ----------- | ----------- | ------ | ------ |
| New England       | 2004    | 24   | 7    | 0      | 0      | –           | –           | 24     | 7      |
| New England       | 2005    | 26   | 10   | 0      | 0      | –           | –           | 26     | 10     |
| New England       | 2006    | 21   | 8    | 0      | 0      | –           | –           | 21     | 8      |
| New England       | Celkem  | 71   | 25   | 0      | 0      | –           | –           | 71     | 25     |
| Fulham            | 2006–07 | 10   | 1    | 2      | 0      | 0           | 0           | 12     | 1      |
| Fulham            | 2007–08 | 36   | 6    | 4      | 0      | 0           | 0           | 40     | 6      |
| Fulham            | 2008–09 | 35   | 7    | 6      | 1      | 0           | 0           | 41     | 8      |
| Fulham            | 2009–10 | 29   | 7    | 2      | 0      | 13          | 2           | 44     | 9      |
| Fulham            | 2010–11 | 37   | 12   | 5      | 1      | 0           | 0           | 42     | 13     |
| Fulham            | 2011–12 | 37   | 17   | 2      | 3      | 7           | 3           | 46     | 23     |
| Fulham            | Fulham  | 184  | 50   | 21     | 5      | 20          | 5           | 225    | 60     |
| Tottenham Hotspur | 2012–13 | 18   | 5    | 2      | 3      | 6           | 0           | 28     | 8      |
| Tottenham Hotspur | Celkem  | 18   | 5    | 2      | 3      | 6           | 0           | 28     | 8      |
| Kariéra           | Kariéra | 273  | 80   | 19     | 7      | 28          | 5           | 337    | 94     |